# Divize A 1978/1979
V soubojích 14. ročníku České divize A 1978/79 se utkalo 16 týmů dvoukolovým systémem podzim–jaro. Tento ročník začal v srpnu 1978 a skončil v červnu 1979.

## Nové týmy v sezoně 1978/79
Z 2. ligy – sk. A 1977/78 sestoupilo do Divize A mužstvo TJ Spartak BS Vlašim. Z krajských přeborů ročníku 1977/78 postoupilo vítězné mužstvo TJ Slovan Spoje Plzeň ze Západočeského krajského přeboru a TJ Slavoj Český Krumlov ze Jihočeského krajského přeboru. Také sem bylo přeřazeno mužstvo TJ KŽ Králův Dvůr z Divize B a TJ Spartak Pelhřimov a TJ Jawa Metaz Týnec nad Sázavou z Divize C.

## Výsledná tabulka
| Poř. | Tým                             | Z  | V  | R  | P  | VG | OG | B  |
| ---- | ------------------------------- | -- | -- | -- | -- | -- | -- | -- |
| 1.   | TJ Spartak BS Vlašim            | 30 | 21 | 7  | 2  | 79 | 25 | 49 |
| 2.   | VTJ Písek                       | 30 | 18 | 8  | 4  | 66 | 24 | 44 |
| 3.   | TJ KŽ Králův Dvůr               | 30 | 14 | 8  | 8  | 54 | 40 | 36 |
| 4.   | TJ Spartak Pelhřimov            | 30 | 12 | 10 | 8  | 58 | 42 | 34 |
| 5.   | TJ Tatran Prachatice            | 30 | 11 | 9  | 10 | 40 | 43 | 31 |
| 6.   | TJ Rudá hvězda Sušice           | 30 | 12 | 6  | 12 | 53 | 52 | 30 |
| 7.   | TJ Slavoj Český Krumlov         | 30 | 10 | 8  | 12 | 37 | 34 | 28 |
| 8.   | TJ Lokomotiva Plzeň             | 30 | 8  | 12 | 10 | 32 | 44 | 28 |
| 9.   | TJ Slovan Spoje Plzeň           | 30 | 9  | 9  | 12 | 37 | 56 | 27 |
| 10.  | TJ Jawa Metaz Týnec nad Sázavou | 30 | 8  | 10 | 12 | 44 | 51 | 26 |
| 11.  | TJ ZVVZ Milevsko                | 30 | 9  | 8  | 13 | 27 | 44 | 26 |
| 12.  | TJ VS Tábor                     | 30 | 7  | 11 | 12 | 32 | 40 | 25 |
| 13.  | TJ ČSAD Plzeň                   | 30 | 7  | 11 | 12 | 30 | 45 | 25 |
| 14.  | TJ ČZ Strakonice                | 30 | 6  | 13 | 11 | 34 | 54 | 25 |
| 15.  | TJ Rudá hvězda Domažlice        | 30 | 7  | 10 | 13 | 30 | 40 | 24 |
| 16.  | VTJ Tábor „B“                   | 30 | 6  | 10 | 14 | 33 | 52 | 22 |

Poznámky:
- Z = Odehrané zápasy; V = Vítězství; R = Remízy; P = Prohry; VG = Vstřelené góly; OG = Obdržené góly; B = Body

|  | Postup do 2. ligy – sk. A 1979/80                |
|  | Sestup do příslušného oblastního přeboru 1979/80 |